# Come a Little Closer
«Come a Little Closer» (en español: «Acércate un poco más») es una canción de la banda estadounidense Cage the Elephant, perteneciente de su tercer long play Melophobia, de 2013. Se lanzó como el primer sencillo el 8 de agosto de 2013 en el programa radial de Zane Lowe en la BBC Radio 1. Previamente la banda había adelantado un fragmento mediante un video teaser de 46 segundos de duración que recopilaba imágenes del proceso de grabación del álbum en los estudios de Nashville.

## Composición
«Come a Little Closer» tiene un estilo más suave «psicodélico espacial», a diferencia de canciones anteriores de Cage the Elephant donde las vocales tenían un tenor más «arenoso».

## Lanzamiento
Se lanzó oficialmente el 8 de agosto de 2013. Previamente la banda había adelantado un fragmento mediante un video teaser de 46 segundos de duración que recopilaba imágenes del proceso de grabación del álbum en los estudios de Nashville. La canción debutó en el programa radial de Zane Lowe en la BBC Radio 1.
El 13 de agosto se habilitaron los pedidos de pre compra de Melophobia en iTunes y se incluyó con cada orden una descarga gratuita de «Come a Little Closer».

## Recepción

### Crítica
El sitio web Artistdirect.com lo calificó con cinco estrellas de cinco; afirmó que tiene una reminiscencia al estilo de bandas como Nirvana, Pixies, Failure y The Smiths resumiendo «esto es todo lo osado y divino de lo que se trata el rock 'n roll».

### Rendimiento comercial
En su primera semana alcanzó el primer puesto en la lista del sitio web The Hype Machine. Permaneció 10 semanas en la cima del Billboard Alternative Songs de los Estados Unidos, siendo su cuarto sencillo en liderar esta lista.

## Posicionamiento en listas
| País           | Lista (2013)                     | Mejor posición |
| -------------- | -------------------------------- | -------------- |
| Canadá         | Canadian Hot 100                 | 72             |
| Estados Unidos | Billboard Bubbling Under Hot 100 | 7              |
| Estados Unidos | Alternative Songs                | 1              |
| Estados Unidos | Mainstream Rock Songs            | 10             |
| Estados Unidos | Rock Songs                       | 16             |

### Sucesión en listas
| Anterior: «Pompeii» de Bastille | Alternative Songs — Sencillo Nro 1 22 de noviembre de 2013 — 31 de enero de 2014 | Siguiente: «Do I Wanna Know?» de Arctic Monkeys |